# Oliver Backhouse
Oliver Backhouse (5 juin 1875 - 25 mars 1943 est un officier de la Royal Navy, la marine britannique,. Il est Admiral.

## Biographie
Il est le fils du banquier Jonathan Backhouse etle frère cadet de Edmund Backhouse. L'amiral de la flotte Sir Roger Backhouse, First Sea Lord de 1938 à 1939, est son frère cadet.